# Воконти
Воконтите (Vocontii) са галско племе, живяло на източния бряг на Рона.
Населяват земите заедно с лигурите. Главните им градове са Lucus Augusti (днес Luc-en-Diois) и Vasio (днес Vaison-la-Romaine).
Романизирани са между 125 и 118 пр.н.е. и територията става провинция Нарбонска Галия (Франция). През 124 пр.н.е. консул Гай Секстий Калвин води с тях война.
Воконтите се споменават от Юлий Цезар в Commentarii de Bello Gallico, 1.10.